# Gråkronad sångtangara
Gråkronad sångtangara (Phaenicophilus poliocephalus) är en fågel i familjen sångtangaror inom ordningen tättingar.

## Utseende och läte
Gråkronad sångtangara är en relativt stor tangaralik fågel med rätt lång, kraftig och spetsig näbb. Fjäderdräkten är omisskännlig, med gulgrönt på ovansida och stjärt, grått i nacken och på undersidan samt tre kontrasterande vita fläckar vid ögonen och vit strupe. Kinden är svart, kantad undertill med breda vita mustaschstreck och ovantill grå hjässa. Systerarten svartkronad sångtangara har just svart hjässa men även helvit strupe. Lätena är dåligt kända, men omfattar ljusa och tunna "tseeoo" som är kortare än liknande läten hos svartkronad sångtangara.

## Utbredning och systematik
Gråkronad sångtangara delas in i två underarter med följande utbredning:
- Phaenicophilus poliocephalus poliocephalus – förekommer på södra halvön i Haiti samt öarna Île à Vache och Grande Cayemite
- Phaenicophilus poliocephalus coryi – förekommer på ön [[Gonave Island[Gonâve]] (väster om Haiti)

Vissa urskiljer populationen på Île à Vache som den egna underarten tetraopes.
Tidigare placerades den i familjen tangaror (Thraupidae). DNA-studier visar dock att den tillhör en helt egen utvecklingslinje tillsammans med några andra arter tangaror och skogssångare som alla enbart förekommer i Västindien. Numera förs den därför till den nyskapade familjen sångtangaror (Phaenicophilidae).

## Levnadssätt
Gråkronad sångtangara hittas i skogslandskap, men kan även röra sig in till parker och trädgårdar. Den ses ofta i grupper med upp till fem fåglar som födosöker i trädens övre skikt. Endast sällan slår den följe med kringvandrande artblandade flockar.

## Status
Gråkronad sångtangara har ett litet utbredningsområde där habitatförlust pågår. Den är dock fortfarande rätt vanlig i rätt miljö och inte ännu begränsad till några få lokaler. IUCN kategoriserar arten som nära hotad.